# Буланже, Жорж
Жорж Эрнест Жан Мари Буланже (фр. Georges Ernest Jean Marie Boulanger; 29 апреля 1837, Рен — 30 сентября 1891, Брюссель) — французский генерал, политический деятель и вождь реваншистско-антиреспубликанского движения, известного как буланжизм.

## Военная карьера
Жорж Эрнест Жан Мари Буланже закончил Нантский лицей, в 1855 году поступил в военную школу Сен-Сир, в 1856 году был произведён в подпоручики.
Женился на набожной янсенистке и вскоре расстался с ней. Появившись в высшем парижском обществе, Буланже сразу снискал успех, особенно у женщин. Привязанность одной из них, Маргерит Боннемен, имела большое значение для всей его жизни.
Буланже участвовал в кампании в Кабилии, в 1859 — в Итальянской войне, где тяжёлое ранение в грудь при Робеккетто-кон-Индуно принесло ему офицерский крест Почётного легиона. В 1861 году отправился в поход в Индокитай. В 1866 году он стал капитаном-инструктором в Специальном военном училище Сен-Сира. К началу Войны 1870 года он был уже командиром батальона, и жил в Шато д'Исси. В третий раз он был ранен пулей в плечо в битве при Шампиньи во время обороны Парижа 2 декабря 1870 года.
После капитуляции Парижа Буланже возглавил часть дивизии (12 тысяч человек) и отправился на защиту южных провинций. Участвовал в разгроме Парижской Коммуны. В 1874 году Буланже стал полковником. В 1882 году он подготовил проекты ряда военных реформ. В это же время он побывал в США с дипломатическим поручением. Это положило начало его политической деятельности.

## Политическая деятельность
В феврале 1884 года Жорж Эрнест Жан Мари Буланже стал дивизионным генералом, а 7 января 1886 года при правительстве умеренных республиканцев занял пост военного министра в кабинете Шарля Фрейсине. В это время он сосредоточил все своё внимание на нововведениях в своём министерстве: удачно решил проблему с унтер-офицерами, изменил дислокацию армии, упростил условия для мобилизации, ввёл снаряды с мелинитом, укрепил границы, позаботился об образовании войска, о его материальном положении, отменил воскресные смотры и т. п.
Отдельно стоит отметить принятие на вооружение 8-мм винтовки обр. 1886 г., которую обычно называют по имени главы разработавшей её комиссии подполковника Лебеля. С одной стороны, она произвела революцию в военном деле и на короткий срок Франция получила огромное военно-техническое преимущество перед любым вероятным противником, чего Буланже и добивался в ожидании скорой войны с Германией. Однако с другой стороны, крайняя спешка стоила Франции огромных расходов (Буланже потребовал произвести миллион винтовок к маю 1887, что было абсолютно невозможно), привела к широкому использованию технических решений очевидно устаревавшей винтовки Гра — Кропачека (до Буланже французская армия разрабатывала себе новую винтовку с чистого листа), в результате чего лебелевская винтовка сама устарела к концу XIX века, а главное — крайне неудачно слепленный на скорую руку из патрона Гра первый в мире патрон с бездымным порохом из-за крайне высокого коэффициента бутылочности и наличия закраины не позволил создать нормальный коробчатый магазин для пулемёта Шоша и портил жизнь французским оружейникам до 1920-х гг.
Пользуясь популярностью в армии, Буланже не потерял её как министр. Сам он не был политическим деятелем — для этого у него недоставало выдержки; но, втянутый в партию, получившую название «буланжистской», он создал целое течение, известное под именем «буланжизма».

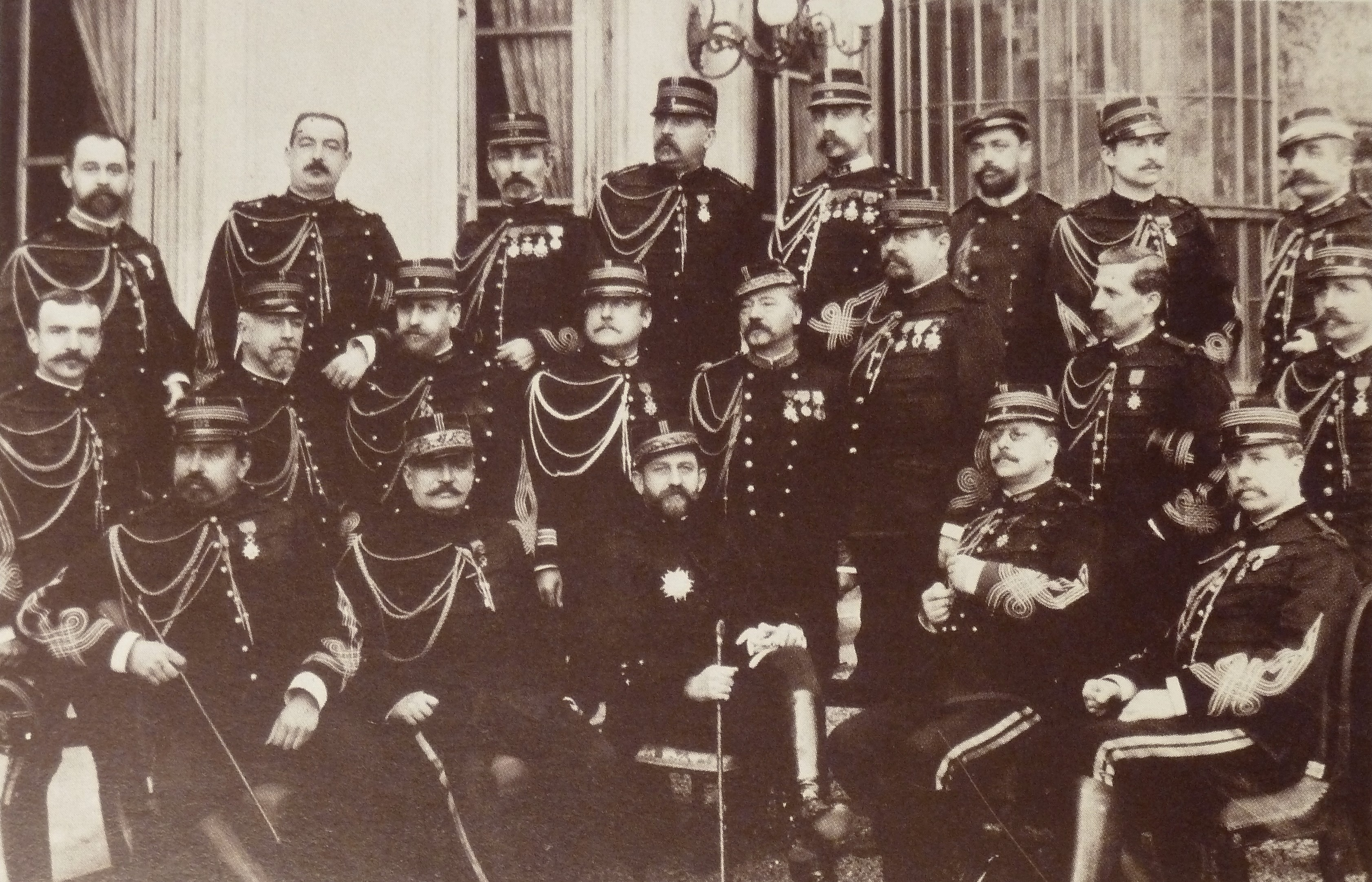
Буланже среди военачальников

Популярность Буланже в период вступления его в министерство дала повод возложить на него надежды, как на предводителя партии. Вокруг Буланже образуется своеобразная партия «демократов», которая в основу программы своей деятельности поставила борьбу с существующим порядком, но с таким оттенком, что в решительную минуту можно было ожидать присоединения к ней всех революционеров крайней левой стороны. В самом начале вступления Буланже в министерство его уговаривали произвести переворот при помощи верной ему армии; но сам Буланже отклонил какой бы то ни было решительный шаг, опасаясь в случае неудачи больших бедствий для Франции. В передвижениях, сделанных им в 9 и 10 бригадах, его противники увидали какой-то политический манёвр и потребовали от него объяснений. Объяснения Буланже перед палатой только увеличили его популярность; он заявил, что считает невозможным вмешивать армию в политические вопросы и подрывать таким образом дисциплину в ней, борцом за которую он всегда был.
Промежуток между министерством Шарля Фрейсине и следующим за ним Рене Гобле послужил на пользу Буланже. В это время его прочат в диктаторы, но опять он сам боится решительных мер. Приверженцы Буланже, так называемые «буланжисты», не щадят никаких средств для увеличения его популярности; брошюры в этом направлении, портреты генерала распространяются повсюду, особенно в провинции. Появляется много стихотворений, где он прославляется, как храбрый генерал, как любезный и блестящий рыцарь. К этому времени Буланже удаётся достигнуть популярности и в парламенте. Значение это, однако, продолжается недолго: с распадением министерства Гобле, вследствие разных бюджетных вопросов, колеблется и значение Буланже — он должен подать в отставку.

## Отношения с монархистами
Роялисты, видя Буланже оставленным его друзьями и самого его в нерешительности, уговаривают его сделаться их союзником. Буланже поддаётся, тем более, что, боясь торжества монархистов, он предвидит опасность гражданской войны, а потому готов на все, «лишь бы только не дать восторжествовать Ферри», выставившему свою кандидатуру в президенты республики. С этого момента начинаются тайные сношения Буланже с роялистами и с жившим во Великобритании внуком Луи-Филиппа I графом Парижским, которые ставят его в двуличное положение относительно радикальной партии, некоторые сторонники которой остаются ещё его друзьями. Им Буланже не смеет сознаться, что он в сношении с правой стороной, которую он намерен, в случае надобности, обмануть. Диллон служит тайным посредником между Буланже и графом Парижским.
Популярностью Буланже хотят воспользоваться монархисты: он должен сделать воззвание и с помощью преданного ему войска покончить с республикой. Его утешают, что новая форма правления будет та же республика, только с полновластным лицом во главе, и этим лицом должен был быть граф Парижский, согласие которого уже имелось. После переворота генерал Буланже должен был сделаться главным начальником войска.
Партия радикальная, видя, что монархическая партия грозит восторжествовать, решается пожертвовать своим кандидатом в президенты Фрейсине и выставляет нового — Сади Карно, который и получает большинство голосов. Буланже не удаётся стать во главе военного министерства — и с этого момента усиливаются интриги роялистов, отыскиваются деньги для подкупов (деньги эти даёт герцогиня Исез, верившая в спасение Франции через восстановление монархии и горячо преданная генералу Буланже). Образована была целая комиссия по расходованию денег в местностях, где должны были выбирать Буланже депутатом. Комиссия эта известна была под именем «Комитета кошелька герцогини». И действительно, Буланже избирается депутатом в нескольких департаментах. Он был в это время в Клермон-Ферране, куда его назначили командиром 13 корпуса.

## Арест и увольнение
Парламент, видя всё продолжающиеся волнения в пользу Буланже, опасается с его стороны какого-нибудь решительного шага. При посредстве военного министра генерала Феррона он приговаривается к трёхдневному аресту за нарушение дисциплины, а именно за то, что он переодетым явился в Париж, когда должен был быть на месте службы. Эта отлучка имела не столько политический характер, сколько романтический, так как Буланже приезжал в Париж на свидание с госпожою Боннемен, женщиной, которой он был верен и которая сама питала к нему неограниченную страсть; любовь к этой женщине оказалась в Буланже сильнее его политического тщеславия, как это и доказала его трагическая смерть.

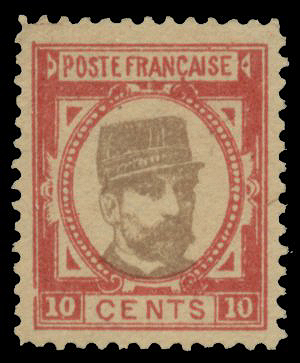
Почтовая марка
(конец 1880-х)

Арест Буланже увеличил его популярность. Образуются органы буланжистского направления, например «Cocarde» (фр. La Cocarde). Овации, которые были сделаны Буланже на вокзале, при его возвращении в Клермон-Ферран, показали, что партия его сильна.
Образовавшаяся партия — под названием «Республиканского комитета национального протеста» — объявила, что будет всеми силами поддерживать кандидатуру Буланже. А это, в свою очередь, вызвало образование совета, с генералом Феврие во главе, для расследования дела Буланже, и 27 марта 1888 года президентом республики было подписано официальное увольнение его со службы, причём пунктами обвинения были выставлены: самовольные отлучки со службы и предание гласности своего письма к военному министру, в котором он оправдывался во взводимых на него обвинениях.
Выбранный несколькими департаментами, Жорж Эрнест Жан Мари Буланже 19 апреля появляется в палате, что снова вызвало большие беспорядки. Последовал ряд избраний Буланже в провинциях. Свою программу он резюмировал в трёх словах: «роспуск палаты, пересмотр конституции, учредительное собрание». В это время слава Буланже достигла апогея: надежды, возлагавшиеся на его диктатуру, были очень велики. По замыслу, он должен был совершить военный переворот, удалить Карно и призвать графа Парижского. Что касается министерских портфелей, то они заранее были распределены, и все надеялись, что Буланже исполнит своё слово. Радикальная партия, зная о больших денежных сборах, которые производились в пользу Буланже, не знала их источника; некоторые её члены рассчитывали на Буланже.
На выборах 27 января 1889 года Буланже был избран депутатом от департамента Сены, получив 244 000 голосов, тогда как его противник — 160 000. Но министр внутренних дел Эрнест Констан с большой энергией повёл кампанию против генерала: чиновники, обнаруживавшие малейшую склонность к буланжизму, увольнялись, сходки буланжистов разгонялись полицией, основатели «Лиги патриотов» (Лягерр и др.) были отданы под суд; та же участь постигла и самого Буланже, решение о его аресте было принято в марте.

## Бегство и самоубийство

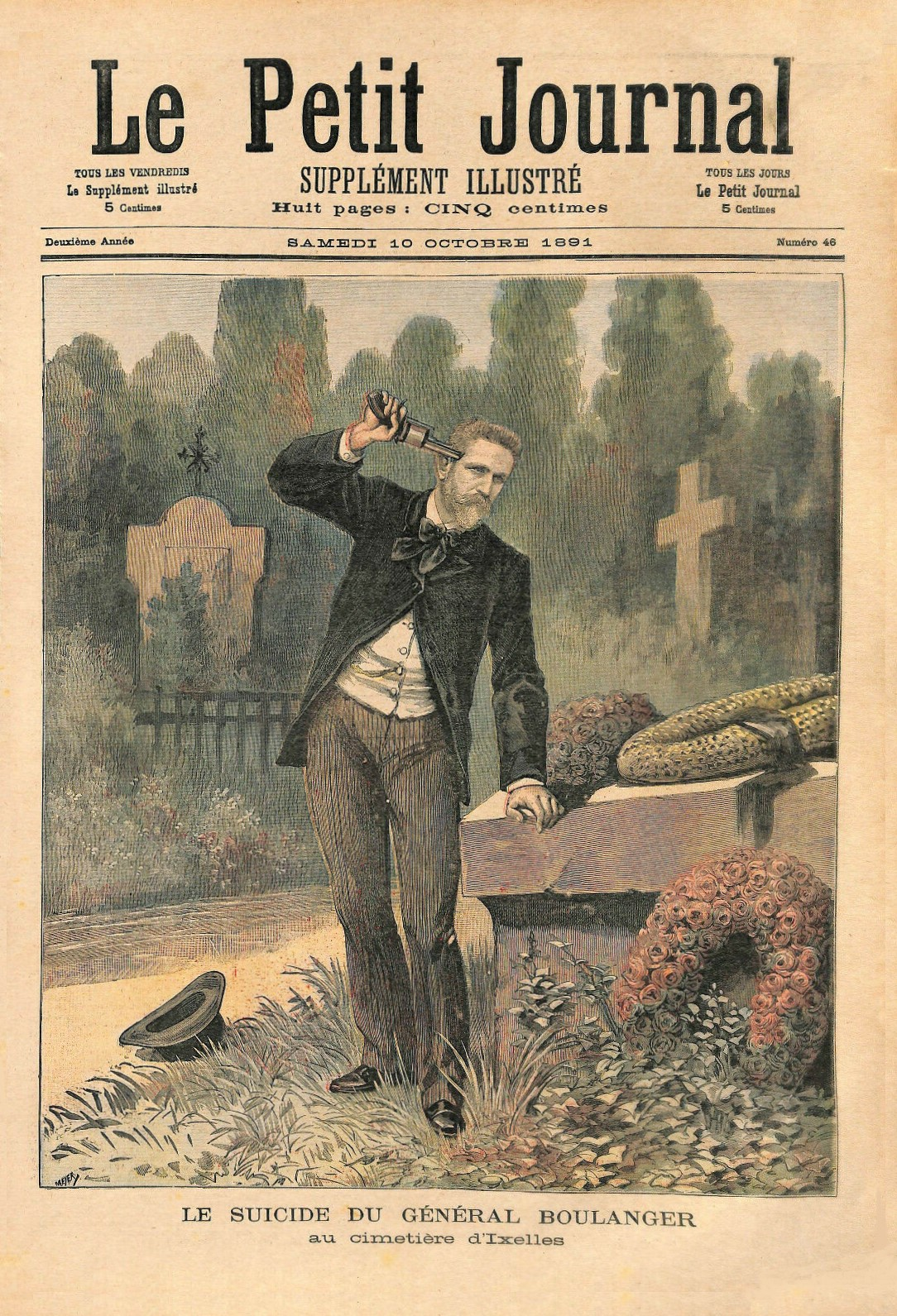
Самоубийство Жоржа Буланже на кладбище Икселя в пригороде Брюсселя. 10 октября, 1891. Обложка «Le Petit Journal»

Друзья его разделились: радикалы советовали ему не уезжать и не избегать суда, монархисты же советовали уехать. Есть основание предполагать, что само правительство хотело, чтобы Буланже уехал из Франции и избежал суда, так как веских обвинений против него оно не могло привести. Есть также основание думать, что на его решение уехать повлияла болезнь его возлюбленной Маргерит Боннемен (Крузе). 14 марта Буланже в Париже не оказалось; чтобы оправдать себя перед своими сторонниками, он запасся письмами от некоторых лиц, которые будто бы советовали ему удалиться из Франции. 1 апреля 1889 года Буланже окончательно исчез из Парижа. Поддерживаемый любимой женщиной, которая ни за что не хотела его видеть арестованным, запутавшись в двойной игре обмана двух противоположных партий, одинаково возлагавших на него надежды, предвидя близость развязки, с которой он не чувствовал силы справиться, он решил послушаться только голоса сердца и удалиться от всех интриг, в уединение. Друзья его узнали только вечером 1 апреля, что он, переодетый, в сопровождении дамы уехал по направлению к Брюсселю. После такого на осенних парламентских выборах буланжисты провалились.
В июле 1891 года умирает Маргерит Боннемен. На плите на её могиле по указанию Буланже было выбито: «À bientôt» («До скорого»). 30 сентября того же года стало известно, что Жорж Эрнест Жан Мари Буланже совершил самоубийство на могиле Боннемен. Он был похоронен в той же могиле, а к уже выбитым на плите словам по его завещанию была добавлена фраза: «Неужели я смог прожить два с половиной месяца без тебя?» (фр. Ai-je bien pu vivre deux mois et demi sans toi?).

## Характеристика
Самоубийство Жоржа Эрнеста Жана Мари Буланже завершает целый цикл событий, стремлений и помыслов, которые долго играли важную роль не только во Франции, но и в политических отношениях всей Европы. Если не сам Буланже, то известное политическое течение, окрещённое именем «буланжизма», имело одно время довольно сильные корни во внутреннем положении Франции и поддерживалось отчасти настроением, заявлявшим о себе далеко за пределами этой страны. Мало того, даже в 1889—1891, после разоблачения и падения Буланже, сосредоточившиеся около его имени стремления и надежды не были устранены окончательно и поддерживали существование известной «буланжистской партии», которая ждала только случая, чтобы возобновить свою агитацию. Самоубийство Буланже нанесло расчётам этой партии окончательный и непоправимый удар.